# لييج-باستون-لييج 1976
لييج-باستون-لييج 1976 (بالفرنسية: Liège-Bastogne-Liège 1976)‏ هو سباق دراجات هوائية، وهو الموسم الثاني والستين من لييج-باستون-لييج، وأقيم في 18 أبريل 1976 ضمن سباقات سوبر برستيج بيرنود 1976، وشارك فيه  128 متسابقاً ووصل إلى نهايته  34 متسابقاً.
فاز بالمركز الأول جوزيف برويير، وبالمركز الثاني فريدي مارتينس، وبالمركز الثالث فرانز فيربيك.

## الفرق
| فرق دراجات محترفة (13)- Molteni (cycling team) ‏ - IJsboerke (cycling team) ‏ - Peugeot (cycling team) ‏ - TI–Raleigh ‏ - مرسيه ‏ - Maes Pils (cycling team) ‏ - Jollj Ceramica ‏ - إيبو سوبيريا ‏ - Lejeune–BP ‏ - Gitane–Campagnolo ‏ - Miko–de Gribaldy ‏ - Kaenel-Colnago‏ - Flandria (cycling team) ‏ |  |
| |  |

## التصنيف العام النهائي
| التصنيف العام | التصنيف العام | التصنيف العام      | التصنيف العام | التصنيف العام |
| العداء        | العداء        | الفريق             | الوقت         |               |
| ------------- | ------------- | ------------------ | ------------- | ------------- |
| 1             | جوزيف برويير  | Molteni-Campagnolo | 6 س 31 د 00 ث |               |
|               |               |                    |               |               |
|               |               |                    |               |               |